# Twan Scheepers
Twan Scheepers, né le 8 novembre 1971 à Eindhoven, est un joueur de football néerlandais devenu entraîneur. Durant sa carrière de joueur, il jouait au poste d'attaquant de pointe. Il a remporté deux titres de champion des Pays-Bas lors de ses débuts professionnels au PSV Eindhoven.

## Carrière
Twan Scheepers effectue sa formation dans les équipes de jeunes du PSV Eindhoven. Il est inclus au noyau professionnel en 1989 et dispute trois rencontres en championnat lors de sa première saison. La saison suivante, il joue vingt rencontres en championnat et un match en Coupe des vainqueurs de coupe mais le club ne franchit pas le premier tour. Il peut néanmoins célébrer un premier titre de champion des Pays-Bas en fin de saison. Il découvre ainsi la Coupe des clubs champions, dont il dispute trois rencontres, et décroche un nouveau sacre la saison suivante, malgré un temps de jeu plus réduit.
Après trois saisons au PSV, il quitte le club durant l'été 1992 et rejoint le MVV Maastricht. Il y joue plus souvent et s'impose comme titulaire durant trois saisons, inscrivant à chaque fois cinq buts. En 1995, le club est relégué en deuxième division et Twan Scheepers déménage au NAC Breda. Il y est titulaire lors de sa première année au club mais doit ensuite se contenter d'un rôle de réserviste. Il quitte le club en 1998 après trois saisons et signe un contrat au Cambuur Leeuwarden. Il ne parvient pas à s'y imposer, malgré les difficultés sportives de l'équipe, à la lutte pour son maintien. En février 2000, les difficultés financières du club poussent plusieurs joueurs au départ, dont Twan Scheepers, qui rejoint le KFC Lommelse SK, un club de première division belge, également en lutte pour son maintien.
Son arrivée ne permet pas à l'équipe de se maintenir parmi l'élite mais le joueur décide malgré tout de rester au club. Il participe à la conquête du titre de champion et à l'épopée en Coupe de Belgique, qui voit le club atteindre la finale de l'épreuve, battu par le KVC Westerlo. Après la remontée, Twan Scheepers ne joue pratiquement plus. De plus, il se blesse au début du mois de mars 2002 et ne reviendra jamais dans l'équipe par la suite. Il quitte Lommel durant l'été et se retrouve sans club durant quelques mois. Le 4 février 2003, il retrouve de l'embauche aux Pays-Bas, où il signe un contrat jusqu'en fin de saison avec le FC Eindhoven, qui évolue en deuxième division. À la fin du championnat, il décide de mettre un terme à sa carrière de joueur professionnel.

## Palmarès
- 2 fois champion des Pays-Bas en 1991 et en 1992 avec le PSV Eindhoven.
- 1 fois champion de Belgique de Division 2 en 2001 avec le KFC Lommelse SK.

## Statistiques
| Saison                | Club                  | Championnat           | Championnat | Championnat | Coupe(s) nationale(s) | Coupe(s) nationale(s) | Compétition(s) continentale(s) | Compétition(s) continentale(s) | Compétition(s) continentale(s) | Total | Total |
| Saison                | Club                  | Division              | M.          | B.          | M.                    | B.                    | Comp.                          | M.                             | B.                             | M.    | B.    |
| 1989-1990             | PSV Eindhoven         | Eredivisie            | 3           | 0           | -                     | -                     | -                              | 0                              | 0                              | 3     | 0     |
| 1990-1991             | PSV Eindhoven         | Eredivisie            | 20          | 3           | -                     | -                     | C2                             | 1                              | 0                              | 21    | 3     |
| 1991-1992             | PSV Eindhoven         | Eredivisie            | 15          | 1           | -                     | -                     | C1                             | 3                              | 0                              | 18    | 1     |
| Sous-total            | Sous-total            | Sous-total            | 38          | 4           | -                     | -                     | -                              | 4                              | 0                              | 42    | 4     |
| 1992-1993             | MVV Maastricht (prêt) | Eredivisie            | 31          | 5           | -                     | -                     | -                              | 0                              | 0                              | 31    | 5     |
| 1993-1994             | MVV Maastricht        | Eredivisie            | 23          | 5           | -                     | -                     | -                              | 0                              | 0                              | 23    | 5     |
| 1994-1995             | MVV Maastricht        | Eredivisie            | 32          | 5           | -                     | -                     | -                              | 0                              | 0                              | 32    | 5     |
| Sous-total            | Sous-total            | Sous-total            | 86          | 15          | -                     | -                     | -                              | 0                              | 0                              | 86    | 15    |
| 1995-1996             | NAC Breda             | Eredivisie            | 25          | 7           | -                     | -                     | -                              | 0                              | 0                              | 25    | 7     |
| 1996-1997             | NAC Breda             | Eredivisie            | 11          | 1           | -                     | -                     | -                              | 0                              | 0                              | 11    | 1     |
| 1997-1998             | NAC Breda             | Eredivisie            | 18          | 2           | -                     | -                     | -                              | 0                              | 0                              | 18    | 2     |
| Sous-total            | Sous-total            | Sous-total            | 54          | 10          | -                     | -                     | -                              | 0                              | 0                              | 54    | 10    |
| 1998-1999             | Cambuur Leeuwarden    | Eredivisie            | 12          | 1           | -                     | -                     | -                              | 0                              | 0                              | 12    | 1     |
| 1999-2000             | Cambuur Leeuwarden    | Eredivisie            | 10          | 0           | -                     | -                     | -                              | 0                              | 0                              | 10    | 0     |
| Sous-total            | Sous-total            | Sous-total            | 22          | 1           | -                     | -                     | -                              | 0                              | 0                              | 22    | 1     |
| 1999-2000             | Lommel SK             | Division 1            | 8           | 2           | 0                     | 0                     | -                              | 0                              | 0                              | 8     | 2     |
| 2000-2001             | Lommel SK             | Division 2            | 18          | 4           | 6                     | 0                     | -                              | 0                              | 0                              | 24    | 4     |
| 2001-2002             | Lommel SK             | Division 1            | 9           | 1           | 0                     | 0                     | -                              | 0                              | 0                              | 9     | 1     |
| Sous-total            | Sous-total            | Sous-total            | 35          | 7           | 6                     | 0                     | -                              | 0                              | 0                              | 41    | 7     |
| 2002-2003             | FC Eindhoven          | Eerste divisie        | 9           | 1           | -                     | -                     | -                              | 0                              | 0                              | 9     | 1     |
| Sous-total            | Sous-total            | Sous-total            | 9           | 1           | -                     | -                     | -                              | 0                              | 0                              | 9     | 1     |
| Total sur la carrière | Total sur la carrière | Total sur la carrière | 244         | 38          | 6                     | 0                     | -                              | 4                              | 0                              | 254   | 38    |